# Amt Krayenberg
Das Amt Krayenberg, seit 1703 Amt Tiefenort genannt, war eine territoriale Verwaltungseinheit der Ernestinischen Herzogtümer. Es gehörte ab 1672 zum Herzogtum Sachsen-Eisenach und ab 1741 zum Herzogtum Sachsen-Weimar-Eisenach, welches 1815 zum Großherzogtum erhoben wurde.
Bis zur Verwaltungs- und Gebietsreform des Großherzogtums Sachsen-Weimar-Eisenach im Jahr 1850 und der damit verbundenen Auflösung bildete es als Amt den räumlichen Bezugspunkt für die Einforderung landesherrlicher Abgaben und Frondienste, für Polizei, Rechtsprechung und Heeresfolge.

## Geographische Lage

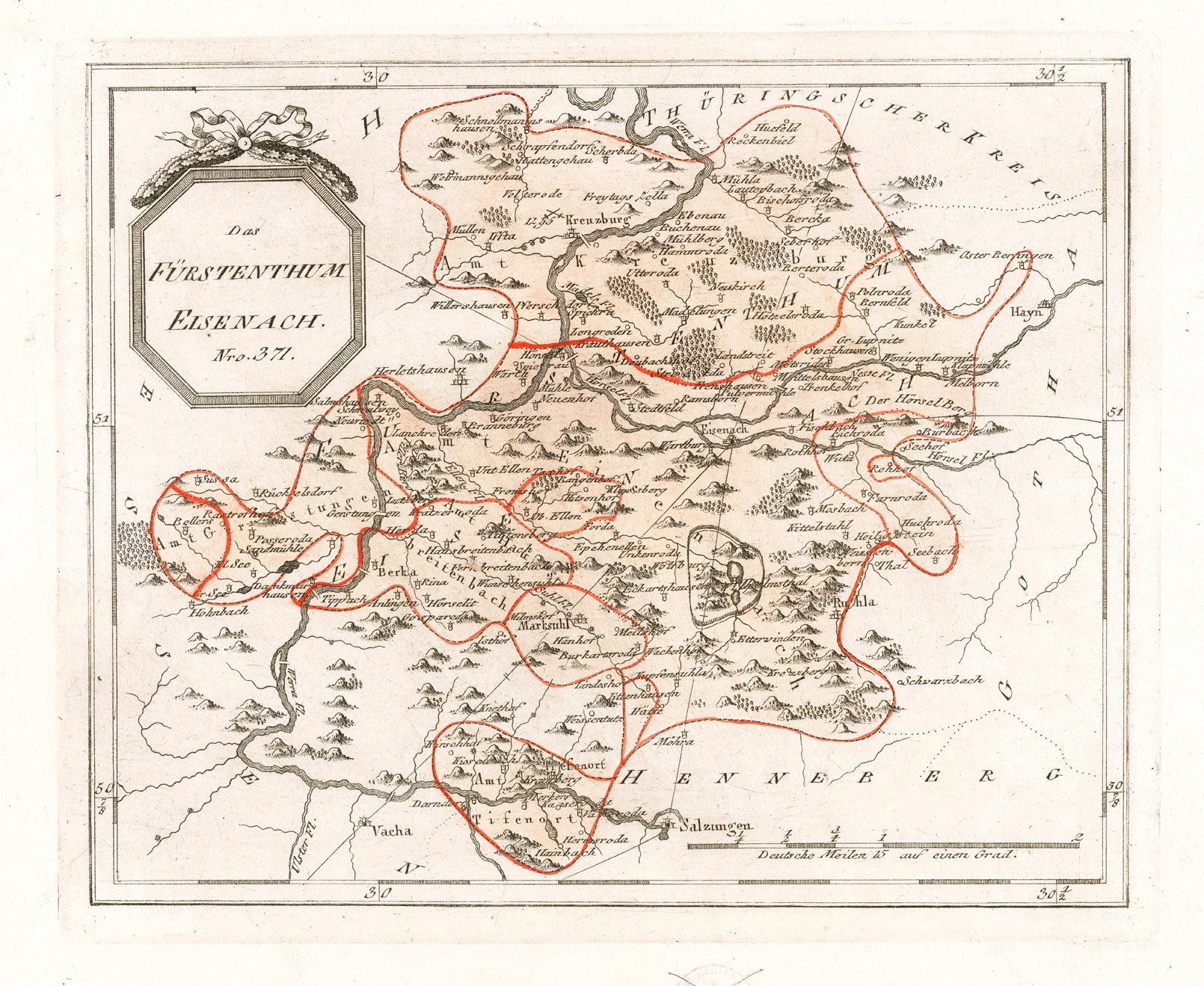
Das Amt Krayenburg/Tiefenort im Fürstentum Eisenach im 18. Jahrhundert

Das Gebiet des Amts Krayenberg/Tiefenort lag im Tal der mittleren Werra, zwischen Thüringer Wald und Rhön. In Dorndorf mündet die Felda in die Werra. Namensgebender Berg ist der 428,3 m hohe Krayenberg am nördlichen Werraufer.
Das Amtsgebiet liegt heute im Westen des Freistaats Thüringen und gehört zum Wartburgkreis.

## Angrenzende Verwaltungseinheiten
| Amt Friedewald (Landgrafschaft Hessen-Kassel)                | Amt Frauensee (Landgrafschaft Hessen-Kassel, 1816 zum Herzogtum Sachsen-Weimar-Eisenach) | Amt Eisenach (Herzogtum Sachsen-Eisenach)                                                     |
| Vogtei Kreuzberg (Landgrafschaft Hessen-Kassel)              | Kompassrose, die auf Nachbargemeinden zeigt                                              | Amt Salzungen (teilweise zur Grafschaft Henneberg, nach 1680 zum Herzogtum Sachsen-Meiningen) |
| Exklave Dietlas (Amt Salzungen, Herzogtum Sachsen-Meiningen) | Herrschaft Lengsfeld                                                                     |                                                                                               |

## Geschichte

### Die Dorndorfer Mark
Die Dorndorfer Mark, wie das Gebiet um die fränkische Siedlung „Villa (Königsgut) Thoranthorpf an der Unisoara“ (Dorndorf) genannt wurde, befand sich durch eine Schenkung von Kaiser Karl dem Großen  ab 786 in Besitz der Abtei Hersfeld. Zum Schutz und zur Verwaltung des Gebietes und der hier verlaufenden alten Handelsstraße von Erfurt nach Frankfurt am Main setzten die Hersfelder Äbte im 12. Jahrhundert Ministeriale ein. Zunächst waren dies die „Herren von Dorndorf“, später die Herren von Frankenstein, welche eine Seitenlinie der Grafen von Henneberg waren. Sie hatten ihren Stammsitz auf der Burg Frankenstein bei Salzungen.
Die Schutzburg Krayenburg auf dem Krayenberg bei Tiefenort wurde 1155 erstmals als "castrum" des Klosters Hersfeld erwähnt. Die Herren von Frankenstein hatten die Burg als Hersfelder Lehen inne und bauten sie zu einer der bedeutendsten romanischen Anlagen im mittleren Werratal aus. In Sichtweite der Burg entstand das Kloster Frauensee am gleichnamigen See in einem ausgedehnten, nur dünn besiedelten Waldbezirk nördlich der Burg.
1202 bestimmte der Thüringer Landgraf Hermann I. die Frankensteiner auf der Krayenburg als Schutzvögte dieses bedeutenden Zisterzienser-Nonnenklosters.
Nach Auseinandersetzungen mit dem Kloster Fulda verloren die Herren von Frankenstein Ende des 13. Jahrhunderts ihre Lehensrechte an der Krayenburg, die nun häufig den Besitzer wechselte. Letztendlich verpfändete das Kloster Hersfeld die Krayenburg und umliegende Besitzungen im Jahr 1407 an das Kurfürstentum Sachsen der Wettiner, welche seit dem Aussterben der Ludowinger 1247 auch Thüringer Landgrafen waren. Es kam weiterhin zu mehrfachen Besitzerwechseln. Im Jahre 1516 (andere Quellen sprechen von 1525) kaufte Graf Adam von Beichlingen die Krayenburg und den umliegenden Besitz.

### Bauernkrieg und Reformation
In Folge des Bauernkrieges im Werratal schlossen sich Bauern aus dem Amt Krayenburg dem Werrahaufen des Vachaer Hauptmanns Hans Sippel an. Das benachbarte Kloster Frauensee wurde geplündert. Der Bauernaufstand wurde jedoch blutig niedergeschlagen und der führerlos gewordene „Werrahaufen“ löste sich auf. Landgraf Philipp I. von Hessen, welcher den Bauernaufruhr im hersfeldischen Gebiet unterdrückte, erhielt pfandweise das hersfeldische Kloster „zum See“ (Frauensee), welches aufgelöst wurde und dessen Gebiet ab 1540 in den Besitz der Landgrafschaft Hessen  kam.

### Ernestinische Herzogtümer
Die autonome Kleinherrschaft, welche die Grafen von Beichlingen als Lehnsinhaber aufgebaut hatten, fiel nach dem Tode von Graf Bartholomäus Friedrich von Beichlingen im Jahr 1567 an das ernestinische Herzogtum Sachsen.
1572 wurde das Herzogtum Sachsen in der Erfurter Teilung geteilt in das Herzogtum Sachsen-Weimar und das Herzogtum Sachsen-Coburg-Eisenach. Das Amt Krayenberg verblieb bei letzterem. 1588 verglichen sich die Herzöge von Sachsen, der Landgraf Wilhelm IV. von Hessen-Kassel und die Äbte von Hersfeld im Vertrag von Friedewald darin, dass die Pfandschaft gegen Abtretung der Burg Wallenburg bei Brotterode an Hersfeld, des 6. Teils an Stadt, Amt und Vogtei Treffurt an Hessen-Kassel, des sächsischen Anteils am Haderholz und einer Geldsumme aufgehoben sein sollte.
Bei der Landesteilung von Sachsen-Coburg-Eisenach im Jahre 1596 wurde das Amt dem Herzogtum Sachsen-Eisenach zugeteilt. Ab 1633 gehörte es zur wieder vereinigten Linie Sachsen-Coburg-Eisenach. Nach deren Aussterben im Jahr 1638 fiel das Amt bei einer Landesteilung mit Eisenach und der Wartburg an Sachsen-Weimar.
Im  Dreißigjährigen Krieg drangen 1640 kroatische Reichstruppen unter General Isolani in die Burg ein und plünderten sie aus. Danach verfiel sie und wurde als Steinbruch für den Bedarf der Bevölkerung genutzt.
Bereits 1641 wurde Sachsen-Weimar wieder geteilt und das Amt Krayenberg kam mit Eisenach an das Herzogtum Sachsen-Eisenach unter dem Herzog Albrecht. Nach dessen Tod im Jahr 1644 wurde Sachsen-Eisenach hälftig zwischen Sachsen-Gotha und Sachsen-Weimar geteilt, wobei die Stadt Eisenach und die Wartburg an Sachsen-Weimar zurückfielen. Das Amt Krayenberg kam hingegen zu Sachsen-Gotha. Dieses trat das Amt Krayenberg nach dem Anfall von ¾ des Herzogtums Sachsen-Altenburg im Jahr 1672 an Sachsen-Weimar ab. Durch die nun erfolgte Landesteilung von Sachsen-Weimar kam das Amt Krayenberg an das 1662 wieder entstandene Herzogtum Sachsen-Eisenach unter Herzog  Johann Georg I.
1703 wurde der Amtssitz von der verfallenen Krayenburg nach Tiefenort verlegt, seitdem hieß das Amt nach dem neuen Hauptort „Amt Tiefenort“. Mit dem Tod Wilhelm Heinrichs von Sachsen-Eisenach erlosch im Jahr 1741 die Linie Sachsen-Eisenach. Sie wurde nun endgültig mit Sachsen-Weimar verbunden und bildete fortan das Herzogtum Sachsen-Weimar-Eisenach.
Nach dem Wiener Kongress wurde das Herzogtum im Jahr 1815 zum Großherzogtum erhoben und durch territoriale Zugewinne vergrößert. 1816 wurde dem Amt Tiefenort das bisher kurhessische Amt Frauensee angegliedert.
1849/50 erfolgte im Großherzogtum die Trennung der Rechtsprechung von der Verwaltung. Das ehemalige Amt Frauensee wurde wieder vom Amt Tiefenort getrennt. Tiefenort kam mit anderen Ämtern der Rhön zum Verwaltungsbezirk Dermbach, der auch als IV. Verwaltungsbezirk bezeichnet wurde, mit Sitz in Dermbach. Dieser umfasste den südlichen Teil des früheren Herzogtums Sachsen-Eisenach, welcher im 19. Jahrhundert auch als Eisenacher Oberland bezeichnet wurde. Juristisch teilte man das Amt unter den Amtsgerichtsbezirken Vacha und Lengsfeld auf. Nur Ettenhausen kam zum Verwaltungsbezirk Eisenach (III. Verwaltungsbezirk) und wurde dem Gerichtsamt Eisenach zugeteilt.

## Zugehörige Orte
Dörfer
- Tiefenort mit Krayenburg
- Dorndorf
- Ettenhausen
- Kaiseroda (früher: Vackenroda)
- Kieselbach
- Merkers

Höfe
- Hämbach (Ober- und Unterhof)
- Kambachsmühle
- Kirstingshof (Ober- und Unterhof)